# Atos
Pour les articles homonymes, voir Atos (homonymie).
Atos est une entreprise de services du numérique (ESN) française, créée en 1997. Elle fait partie des dix plus grandes ESN au niveau mondial, qui produit un chiffre d'affaires annuel de près de 11 milliards d'euros en 2019 et compte environ 110 000 employés répartis dans 73 pays. Le groupe, leader européen du cloud, de la cybersécurité et du supercalcul depuis son rachat de Bull, est au CAC 40 durant quatre ans de mars 2017 à septembre 2021.

## Histoire
Atos naît en 1997 de la fusion de deux entreprises de service informatique, Axime et Sligos. Devenue Atos Origin en 2000, à la suite de la fusion entre Atos et Origin, elle reprend le nom d'Atos en 2011 après l'acquisition de Siemens IT Solutions and Services.

### 1997-2000: création d'Atos

#### Formation de Sligos
En 1972, la société Sligos naît de la fusion de deux sociétés : Cegos Informatique, créée en 1962, et Sliga, une filiale du Crédit lyonnais créée en 1970. Sligos devient alors une SSII spécialisée dans les solutions de paiements qui participera à la mise en place de la carte bleue.
En 1993, Sligos rachète Marben, une société créée en 1974 par Marc Benamou.

#### Formation d'Axime
Axime est issue en 1991 de la fusion de la Segin (Société d'études et de gestion informatique nouvelle, créée par Georges Leblon en 1976), de la SSII Sodinforg (fondée en 1981 par Bernard Bosmorin) et de la SITB.
En 1997, Atos est créé par la fusion d'Axime et Sligos et d'une partie de GSI. Bernard Bourigeaud en est président-directeur général.
En 1999, Odyssée est acquis par Atos, la division conseil d'Atos prend alors le nom d'Atos Odyssée.

### Histoire de Sema Group
En 1958, Sema (Société d'économie et de mathématiques appliquées) est créée par deux polytechniciens et un normalien : Jacques Lesourne, Marcel Loichot et Robert Lattès. Première SSII française, son activité se concentre sur le développement d'applications pour la recherche opérationnelle et l'économie appliquée utilisant l'informatique. En 1965, Sema fonde une société de services destinée aux développements de systèmes pour les entreprises, la SACS (Société d'Analyse et de Conception de Systèmes). Elle est dirigée par Jean Carteron, qui fondera 4 ans plus tard la SSII Steria. Dans les années 1970, le groupe prend le nom de Sema-Metra.
En 1975, Sema-Metra et la CGI participent à la création de la méthode de modélisation Merise. La conduite de ce projet a été confiée au CETE d'Aix-en-Provence (Ministère de l'Equipement) par le Ministère de l'Industrie ce qui autorise son usage public. En 1979, la SSII britannique CAP Scientific (ou Cap Group) est créée par 4 collègues de Scicon, filiale du groupe BP. En 1986, Sema-Metra acquiert la SSII française CERCI (filiale de Schneider SA). En 1988, la SSII française Sema-Metra fusionne avec le britannique Cap Scientific/Cap Group pour former Sema Group, une importante SSII européenne (no 2 en Europe à la fin des années 1980)
En 1989, Sema Group acquiert la société allemande ADV/Orga. En 1990, Sema Group acquiert 49 % de la société de services Tibet, spécialisé dans les systèmes pour le monde de la finance et de la bourse. En 1991, Sema Group créée une filiale commune avec British Aerospace, British Aerospace SEMA. En 1992, France Télécom devient actionnaire de Sema Group. En 1993, Sema Group acquiert les activités d'intégration de la société suédoise SKD Foretagen. En 1994, Sema Group acquiert Contacte (société de gestion d'équipements de cartes de paiement et de fidélité) et de la SSII française Aera. En 1995, Capgemini vend la participation minoritaire de 27 % qu'elle détient dans Sema Group depuis la fin des années 1980. En 1995, Sema Group acquiert 51 % du capital de la SSII Progénia (France) et de Paradigme (Afrique du Sud). En 1996, Sema Group acquiert Datashield (Royaume-Uni), Mouncey & Associates (Royaume-Uni), de 75 % de la société de services Infoservicios, de Syntaxe Processing (activités d'infogérance d'Olivetti en Europe), et de Telis (filiale d'intégration de système du groupe France Télécom). En 1997, Sema Group acquiert BR Business System (Royaume-Uni) et de Devotech (France).
En 1998, Sema vend sa participation dans la coentreprise BaeSEMA à British Aerospace. En 1998, Sema devient le prestataire d'intégration de systèmes pour les jeux olympiques pour la période 2002-2008 à la place d'IBM. En 1999, Sema acquiert Servicios (Argentine), Informatica Techlogica et de DS Telematica (Italie). En 2000, Sema acquiert DSI, société de services dans le domaine de l'Internet en Espagne. En 2000, LHS, fournisseur de logiciels de facturation pour opérateurs téléphoniques, pour 3,3 milliards de dollars. Cette opération sera très coûteuse pour le groupe et ce fournisseur sera revendu.
En 2001, le groupe de services pétroliers Schlumberger déjà présent dans les services informatiques dans le domaine de l'énergie, acquiert pour 5,2 milliards de dollars Sema Group, en espérant dégager de fortes synergies et intégrer Sema dans un large éventail de services. Le groupe prend le nom de SchlumbergerSema. La nouvelle entreprise compte alors 31 000 employés dans le monde et possède alors la 6e place des SSII en France. En 2002, SchlumbergerSema cède ses activités de systèmes informatiques pour la défense (Sema GmbH et Sema Computer Systems GmbH) à Thales.

### Atos Origin (2000-2011)
En 1976, BSO est créé par l'homme d'affaires néerlandais Eckart Wintzen. En 1990, cette société fusionne avec Philips Communications ISA (entité informatique de Philips) pour former BSO/Origin. En 1996, Origin B.V. est créé par la fusion de BSO et de Philips Communications C&P.
Le 31 octobre 2000, Atos Origin naît de la fusion entre Atos et Origin. Philips détient alors 49 % du capital de l'entreprise.
En 2001, Atos Origin fait l'acquisition de KPN Datacenter pour 163 millions d'euros. En août 2002, Atos Origin acquiert les divisions de KPMG Consulting au Royaume-Uni et aux Pays-Bas.
Le 29 janvier 2004, Atos Origin acquiert pour 1,4 milliard d'euros, SchlumbergerSema, SSII issue du rachat par Schlumberger de Sema Group en 2001, et dont l'intégration au sein des services informatiques du groupe Schlumberger n'a pas été aussi efficace qu'attendu. Atos renforce ainsi sa place en Europe. L'effectif du groupe est quasiment doublé, le chiffre d'affaires de la nouvelle entité est multiplié par 1,5. Atos Origin renforce considérablement sa place au Royaume-Uni et son portefeuille de clients dans le secteur public, la finance, et les télécommunications.
En 2004, Atos Origin crée une nouvelle filiale : Atos Worldline. La même année, Atos Origin abandonne la marque KPMG pour sa filiale de conseil, au profit du nom Atos Consulting. Toujours en 2004, Philips cède une partie du capital qu'il détient encore dans le groupe. Sa part est désormais de 16,5 %.
En mars 2004, le siège social déménage des Pays-Bas vers Zaventem en Belgique. En octobre 2004, Atos Origin Australia, issue des activités de Philips Communications, est vendu à Fujitsu. En mai 2005, Atos Origin vend ses filiales d'Europe du Nord (hérité des entreprises Philips C&P/Origin) à VM-Data.
Le 17 juillet 2006, Atos Origin acquiert Banksys et Bank Card Company (BCC), sociétés spécialisées dans les solutions de paiements et intégrés depuis à Atos Worldline. En octobre 2007, Philippe Germond est nommé au poste de président du directoire où il succède à Bernard Bourigeaud. Le 22 octobre 2007, Atos Origin Middle East est vendue à HP.
En décembre 2007, Atos Origin et Euronext ont décidé de mettre un terme à leur coentreprise AEMS, chacun reprenant les actifs qui les intéressent. À partir 2008, les activités informatiques de cotation de marché intègreront Nyse Euronext, tandis que les activités de compensation, de règlement-livraison et interbancaires, intégreront la branche Worldline d'Atos Origin. Dans le cadre de cet accord, Euronext verse environ 250 millions d'euros à Atos,.
Le 17 novembre 2008, Thierry Breton remplace Philippe Germond au poste de président du directoire.
En 2010, Atos acquiert Venture Infotek, entreprise indienne, pour environ 100 millions de dollars et l'intègre à Atos Worldline.
Le 15 décembre 2010, Atos Origin annonce l'acquisition de Siemens IT Solutions and Services, pour 850 millions d'euros financés pour 414 M€ en actions, 186 M€ en numéraire et 250 M€ en obligations convertibles en actions. À l'issue de cette acquisition, Atos Origin sera comparé à l'Airbus des services informatiques.

### Retour au nom Atos
Le 4 juillet 2011, Atos Origin est renommé en Atos, à la suite de l'acquisition de Siemens IT Solutions and Services. Atos signifie désormais Atos Origin to SIS et constitue une nouvelle marque avec de nouvelles ambitions.
En 2014, Atos introduit partiellement en bourse Worldline sur 26,59 % de ses participations pour 575 millions d'euros, valorisant Worldline à une capitalisation de 2,1 milliards d'euros.
En mai 2014, Atos lance une OPA sur Bull de 620 millions d'euros qui est réussie et validée en septembre 2014.
En décembre 2014, Atos acquiert pour 1,05 milliard de dollars, soit 840 millions d'euros, une partie de l'activité d'outsourcing informatique de Xerox, acquise via l'achat de ACS, cette activité regroupant près de 10 000 employés,.
En mars 2015, 820 salariés de l'entité Workplace & Service Desk Services issue des entités françaises Atos Infogérance et A2B sont revendus à Proservia Workstation Services, filiale de Manpower.
En novembre 2015, Atos annonce l'acquisition pour 340 millions de dollars d'Unify, co-entreprise de 5 600 employés, appartenant à The Gores Group et de Siemens. Dans le même temps, Siemens annonce l'extension de 3 ans de son contrat d'externalisation avec Atos jusqu'en 2021.
En septembre 2016, Atos annonce l'acquisition d'Anthelio Healthcare Solutions, une entreprise présente dans les services informatiques pour la santé, pour 275 millions de dollars.
Le 20 mars 2017, Atos fait son entrée au CAC 40, confirmant durant un temps le statut d'acteur mondial du groupe.
En décembre 2017, Atos lance une offre d'acquisition de 4,3 milliards d'euros sur Gemalto, producteur notable de carte à puce, dans le but notamment de renforcer dans l'Internet des objets. Atos obtient rapidement le soutien du plus grand actionnaire de Gemalto, à savoir Bpifrance. Le 13 décembre 2017, Gemalto refuse officiellement l'offre d'Atos au profit de celle proposée par Thales. Cet échec reste mal vécu par les salariés du groupe.
En juillet 2018, Atos annonce l'acquisition de Syntel, une entreprise américaine possédant de nombreux centres offshore en Inde, pour 3,4 milliards de dollars. Le mois suivant, la banque Crédit Suisse souligne des problèmes comptables de trésorerie ; le titre chute de 10 % en bourse.
Début 2019, Atos annonce un chiffre d'affaires de 12,26 milliards d'euros sur l'ensemble de l'année 2018.
En 2019, Atos conclut un partenariat avec Google Cloud portant sur la mise en place de services communs dans les domaines du cloud hybride, de l’analyse de données, de l’apprentissage automatique et de l’environnement de travail connecté. Les deux entreprises annoncent l'ouverture de trois centres de recherche communs consacrés à l'intelligence artificielle. À la suite de ce partenariat, Atos rachète l'entreprise américaine Maven Wave, l'un des principaux partenaires de Google Cloud.
Le 30 janvier 2019, Atos annonce céder 23,4 % de sa filiale de paiement électronique Worldline tout en conservant 27,4 % du capital de l'entreprise. En octobre 2019, le groupe annonce la vente d'une participation de 12 % dans Worldline, ne conservant qu'une participation de 13 %. En février 2020, l'entreprise annonce qu'elle ne possède plus que 3,8 % de participation de Worldline. Opération financière, cette vente sera maintes fois reprochée dans les mois suivants.
Débuté en 2011, le partenariat stratégique conclu avec la multinationale allemande Siemens est renouvelé en septembre 2020 pour cinq ans. Il prévoit qu'Atos réalise un chiffre d'affaires « minimum » de trois milliards d'euros au cours de cette période avec Siemens. Le groupe allemand, actionnaire d'Atos à hauteur de 10 % est aussi son premier client puisqu'il représente 5 % du chiffre d'affaires de l'entreprise française.
En octobre 2020, Atos annonce la finalisation du rachat du cabinet de conseil EcoAct et de ses 160 experts climatiques, spécialisé dans les stratégies de décarbonation. Le but de ce rapprochement est de créer un centre d'excellence mondial pour la décarbonation, dont le rôle consiste à accompagner tous types d'organisations dans leurs politiques de réduction de leur empreinte carbone,. EcoAct produit notamment chaque année un rapport sur l'avancée de la transition climatique des grandes entreprises du CAC 40 (France), du Dow Jones (États-Unis), du FTSE 100 (Royaume-Uni) et de l'Ibex 35 (Espagne).
Le 27 octobre 2020, l'ancien Premier ministre français Édouard Philippe est élu, avec 99,88 % de voix en sa faveur, membre du conseil d'administration d'Atos,.
En décembre 2020, Atos annonce l'acquisition d'Edifixio, société de conseil et d’intégration cloud et Salesforce.

### 2021, «année noire»
En janvier 2021, l'agence Reuters annonce qu'Atos souhaite lancer une offre d'acquisition sur DXC Technology, alors en difficulté, pour plus de dix milliards de dollars, reprise de dettes incluse. Ce projet d'OPA, gardé secret jusqu'au dernier moment, va alors à l'encontre des principes de l'entreprise[évasif] de ne plus faire d'acquisition dans ce domaine d'activité[Lequel ?] qui décroit et voit sa rentabilité chuter. Information mal accueillie par les marchés, en une journée, le titre plonge en bourse de 13 %. L'offre se voit rapidement abandonnée,.
Le 31 mars 2021, la direction annonce que l'intégralité des comptes de l'entreprise n'a pas été certifiée par les auditeurs. Les « réserves » de Deloitte et de Grant Thornton sont en fait un refus face aux « erreurs comptables ». Sont en cause deux filiales américaines du groupe. En conséquence, l'action chute en bourse dès le 1er avril, clôturant à moins 12 %,. Toutefois, « le spécialiste de la transformation numérique des entreprises » rebondit et, ayant réduit ses prévisions, dit vouloir maintenir une « amélioration de tous ses indicateurs financiers clés dès 2022 ». Malgré tout, les investisseurs restent remontés envers Elie Girard et Bertrand Meunier : l'assemblée générale du 12 mai rejette, à 63 %, des comptes consolidés. Précisément deux mois plus tard, avec un chiffre d'affaires en baisse, Atos publie un avertissement sur résultats concernant simultanément la croissance, la rentabilité et la génération de cash. Entre-temps, pour le premier semestre de l'année, Atos enregistre une perte nette de 129 millions d'euros. La recherche d'un successeur à Elie Girard a, alors, déjà débuté.
Qualifié de « descente aux enfers », depuis le 1er janvier le cours de bourse a dégringolé de 40 % et la capitalisation boursière est en dessous des cinq milliards d'euros, six fois moins que son concurrent Capgemini. Le 17 septembre 2021, comme pressenti  et attendu depuis un moment, Atos quitte le CAC 40,.
Les acquisitions coûteuses de la décennie passée, sous la direction de Thierry Breton, mais également la vingtaine d'acquisitions plus récentes, sont remises en cause ; elles sont qualifiées de « fuite en avant » par une recherche de croissance externe sans que, réellement, l'ensemble de ces entreprises soient intégrées au groupe ; elles auraient servi à masquer les difficultés du groupe. Cette « croissance à marche forcée » par le doublement de sa taille en une décennie n'a pas suffi, « le développement des activités d’avenir peine toujours à compenser le recul persistant des activités du passé » précise L'Usine nouvelle. L'infogérance avec son modèle vieillissant voit son déclin accéléré par le confinement ; cette activité, en perte de vitesse et de marge, reste pourtant toujours le cœur d'activité d'Atos, même si la branche « big data et sécurité » (BDS) devient de plus en plus profitable. Pourtant, « remplacer Elie Girard c’est acter des erreurs de Thierry Breton et faire l’inventaire de son héritage » d'autant plus que la chute du cours de bourse ne date pas seulement de 2021, mais a débuté quatre ans auparavant avec Thierry Breton ; « L'héritage de Thierry Breton pèse lourd » dans la chute d'Atos écrit de son côté Capital. Se démarquant de l'ancien patron, Elie Girard tente de réduire les coûts en engageant des cessions d'actifs et un plan social en Allemagne.
Le 20 octobre 2021, face à ces déboires accumulés et critiqué depuis des mois, Elie Girard présente sa démission au conseil d'administration de ses fonctions de directeur général et d'administrateur de l'entreprise. Il est remplacé provisoirement par Pierre Barnabé et le Britannique Adrian Gregory, co-directeurs généraux, en attendant l'arrivée de Rodolphe Belmer au plus tard le 20 janvier 2022,.

### 2022-2024, la découpe
Alors que des rumeurs autour d'une possible séparation de l'entreprise en plusieurs entités circulent, Bertrand Meunier confirme à ce moment-là que le groupe souhaite vendre son activité « infogérance » déclinante, pour se concentrer sur le cloud, la décarbonisation de l'économie et la cybersécurité, : Atos doit rester une entreprise performante dans ce domaine sécuritaire ainsi que dans celui des supercalculateurs, deux éléments stratégiques qui ont le soutien de l'État français et qui seront réunis dans la nouvelle société « Evidian ».
Cette proximité politique protège Atos des fonds activistes, laissant un répit au groupe.
En décembre 2021, Atos rachète Cloudreach, société spécialisée dans les services en migration, développement d'applications cloud et services multicloud. Le chiffre d'affaires de l'entreprise recule de 3 % cette année là et chute encore début 2022. Le cours en bourse, proche de 75 € début 2021 se voit divisé par trois dans l'année, pour atteindre que 11 € le 13 juillet 2022 : toutes ces rumeurs de scission en, au moins, deux parties, font chuter drastiquement ce cours de bourse. Diane Galbe, directrice générale adjointe, et Philippe Oliva, directeur général délégué, sont désignés en juin 2022 comme les responsables des deux entités résultant du plan de scission. Atos change plusieurs fois de dirigeant en 2022. Après le départ de Pierre Barnabé pour Soitec, Rodolphe Belmer, nommé CEO fin 2021 quitte la société le 13 juillet 2022, cédant sa place à Nourdine Bihmane. Depuis quelques années, les difficultés économiques et les changements de direction entrainent « une véritable hémorragie de cadres ».
La société annonce en octobre 2022 qu’elle va opérer sa scission interne à l’été 2023, celle-ci consiste à diviser les activités historiques du groupe, en déclin, des nouvelles qui connaissent de la croissance ; même si la scission doit se faire en deux parties, d'un peu plus de 50 000 personnes chacune environ,, ces activités sont au nombre de trois : 
- les infrastructures informatiques et infogérance (appelées Tech Foundations) réalisant 5,4 milliards d'euros, représentant encore globalement la moitié du chiffre d'affaires même si l'infogérance reste peu rentable et en perte de vitesse, sont destinées à être regroupées et pourraient conserver le nom d'Atos[66] ;
- et regroupées sous le nom d'Evidian, puis Eviden[66]:
  - le cloud et développement d'applications représentant 3,5 milliards d'euros de chiffre d'affaires ;
  - et enfin les supercalculateurs et la cybersécurité. Cette dernière partie nommée  « Big Data & Security », leader en Europe avec 1,4 milliard de CA, reste particulièrement attractive ; les rumeurs courent sur ses prétendants comme Thales qui a les moyens financiers, Airbus ou Orange[66],[65].

Lors de cette annonce, le titre baisse de 30 %, indiquant ainsi une opposition des actionnaires à ce projet.
D'autres éventualités sont envisagées comme la séparation de la « sécurité » du « calcul », cette dernière pouvant être acquise par Soitec, ou encore la cession de l'infogérance à qui voudrait bien l'acheter, voire un rachat par le rival Onepoint. Finalement, le suspens reste de courte durée : en janvier 2023, le franco-allemand Airbus se retrouve en tête des négociations pour prendre une part significative d'Eviden « à prix cassé ». Si Airbus et Atos n'ont pas prévu d'entrer en négociation exclusives au 15 février 2023, Atos indique avoir reçu une offre significative du groupe pour acquérir 30 % des parts d'Eviden. Le 29 mars, Airbus fait savoir qu'il renonce finalement à acquérir 30 % des parts d'Eviden. Dans la foulée, l'action d'Atos a dégringolé de plus de 16 % à la bourse de Paris. Thales refuse lui aussi d'entrer dans Atos.
Le 3 avril, Atos déclare finaliser la vente de ses opérations en Italie au fournisseur de services et de solutions informatiques Lutech, dans le cadre d'un programme plus large de cession d'actifs. Cette vente d'Atos Italia, effectuée en numéraire, n'inclut pas l'activité EuroHPC en Italie, qui sera conservée par Atos, ni l'activité Unified Communications & Collaboration, qui fait l'objet d'une proposition de vente distincte.
Atos indique, entre temps début mars, étudier les marques d'intérêt du milliardaire franco-tchèque Daniel Kretinsky concernant sa branche d'activités traditionnelles d'infogérance.
Le 1er août, Atos souhaite vendre à Daniel Kretinsky ses activités historiques, valorisées à deux milliards d'euros. Le milliardaire propose notamment 100 millions d’euros et la reprise de 1,9 milliard de dettes pour la reprise de Tech Foundations, la branche la moins rentable d'Atos. Atos deviendra donc Eviden et se recentrerait sur les activités les plus rentables du groupe. Cependant des voix s'élèvent, qui s'inquiètent de la vente d'un champion national à l'étranger. En effet, la partie super-ordinateurs d'Atos participe aux calculs de simulation des essais nucléaires de l'armée française, aux services de renseignements ou à la sécurité des sous-marins de la Marine. Aussi les militaires, ainsi que certains parlementaires s'alarment de voir la dissuasion française entre des mains étrangères. Ainsi, Cédric Perrin, président de la commission des Affaires étrangères, de la Défense et des Forces armées au Sénat, refuse que « certains essaient de se faire de l'argent sur le dos de la souveraineté nationale », alors qu'Olivier Marleix, vice-président des Républicains, dénonce « un naufrage de plus pour l'industrie française » mais également « une opération douteuse pour notre souveraineté ». Cette vente controversée, réalisée avec le soutien du président de la République Emmanuel Macron, pose par ailleurs la question d'éventuels conflits d'intérêts ; d'autant plus qu'Emmanuel Macron ne cesse depuis quelques années de réclamer un regain de souveraineté pour la France, même si finalement Atos reste une entreprise privée où l'État n'est pas directement décisionnaire.
Durant cette période mouvementée, alors que plusieurs fonds d'investissements demandent un renouvèlement de gouvernance, l'industriel Léo Apotheker se positionne publiquement pour prendre la présidence du conseil d'administration, puis le renouveler, en évinçant le président d'alors, Bertrand Meunier. Léo Apotheker souhaite arrêter le plan de découpage de l'entreprise et donc conserver les activités de services.
En septembre, le fonds activiste CIAM déclare lui aussi être contre le projet de revente. Anne-Sophie d’Andlau et Catherine Berjal, les fondatrices de CIAM, révèlent que Eviden financera le « besoin en fonds de roulement » de Tech Foundations à hauteur d’environ 1 milliard d’euros, ce qui valorise Tech Foundations à un prix négatif de 900 millions, contrairement au prix de 100 millions d'euros donné par le conseil d'administration. Le passif de 1,9 milliard transférés à Tech Foundations est en réalité des dettes déjà liées à son activité, les dettes bancaires restent elles dans la partie Eviden. Le fond CIAM en conclut que les actionnaires d’Atos se font spolier dans l'opération prévue et que Daniel Kretinsky est quasiment assuré de faire une importante plus-value avec l'achat de Tech Foundation, car il pourra facilement la redresser avec l’argent versé par ce qui reste d'Atos. Dans tous les cas à cette période, le projet de scission n'est pas acté par les actionnaires qui doivent attendre l'assemblée générale de novembre.
Le mois suivant, le groupe annonce le départ du président du conseil d'administration, Bertrand Meunier, démissionnaire après des critiques concernant le projet de vente partielle à Daniel Kretinsky, prévu courant 2024. Il est remplacé par Jean-Pierre Mustier.
Le 22 octobre, les députés Philippe Brun et Olivier Marleix proposent de nationaliser temporairement Atos afin de la protéger : « la question d'une nationalisation temporaire se pose pour préserver ce savoir-faire français unique et stratégique » évoque-t-il. Dans la foulée de cet amendement, l'action de l'entreprise perd 10 % de sa valeur au CAC 40 ; voilà au moins trois à quatre ans qu'Atos va mal, présentant de mauvais résultats, voyant sa dette grossir et sa cotation boursière chuter inexorablement.
En novembre, un peu plus d'un an après le rejet de sa proposition de rachat d'Eviden, Onepoint rentre de façon significative au capital d'Atos.
En janvier 2024, confronté à un endettement de 5 milliards d’euros, Jean-Pierre Mustier prépare un recours auprès du Tribunal de commerce de Nanterre pour demander que celui-ci l’aide à négocier avec les 22 banques créancières.
En février 2024, Atos et Daniel Kretinsky actent la fin des négociations entre les deux parties au sujet de Tech Foundations, qui ne sera finalement pas racheté par le milliardaire tchèque,. Airbus se retire également le mois suivant.
Début avril 2024, Atos présente ses objectifs de restructuration de la dette (4,6 milliards d'euros) à ses créanciers. Pour parvenir à se relancer, le groupe a besoin de 1,2 milliard d'euros d'argent frais à court terme. Trois semaines plus tard, le 29 avril 2024, confronté à une dégradation rapide de ses activités, Atos indique avoir besoin finalement de 1,1 milliard d'euros pour assurer l'activité 2024-2025, faute de pouvoir survivre.
En juin 2024, le conseil d'administration accepte une proposition de David Layani, fondateur de Onepoint, associé avec Walter Butler et Econocom. Le plan prévoit de supprimer une dette de 2,9 milliards d'euros, et d'apporter 1,5 milliard d'euros de dette et 250 millions en capital. Les activités stratégiques seraient reprises par l'État. Mais toujours en juin, quelques semaines après, le consortium avec Onepoint revient sur sa proposition.
En octobre 2024, Atos prévoit, à la suite d'une demande de ses créanciers, de transférer ses actifs français dans une holding nommée Dutchco implantée aux Pays-Bas, vraisemblablement à des fins d'optimisation fiscale. En novembre, l'entreprise déclare avoir reçu une offre de l'État portant sur l'acquisition de ses activités Advanced Computing, pour une valeur située entre 500 et 625 millions d'euros,.
En juillet 2025, Atos annonce reprendre des couleurs après avoir réduit ses pertes au premier semestre 2025.

### Tableau récapitulatif
Historique des différentes acquisitions du groupe Atos-Origin :

## Activité
Les métiers d'Atos sont organisés en trois divisions : 
- Infrastructure & Data Management : la gestion des centres de données (datacenters), du service desk et des communications unifiées ;
- Business Applications & Platform Solutions : le conseil et l'intégration de systèmes informatiques ;
- Big Data & Cybersecurity : la fabrication et gestion de serveurs et supercalculateurs et la cybersécurité.

Les services d'Atos sont regroupés au sein d'une Digital Transformation Factory, s'appuyant sur quatre piliers : 
- Cloud : la mise en place et gestion de clouds privés et hybrides ;
- Espace numérique de travail (Digital workplace en anglais) : la gestion du lieu de travail numérisé et les communications unifiées ;
- SAP HANA (en) : l'implémentation et gestion du progiciel de gestion intégré SAP ;
- Atos Codex : l'analyse et gestion des données de bout en bout (business analytics, analyse prédictive).

Le groupe est par ailleurs le partenaire informatique mondial des Jeux olympiques de 1992 à 2024 et compte parmi ses clients de grands comptes internationaux dans tous les secteurs d'activité.

### Supercalculateurs

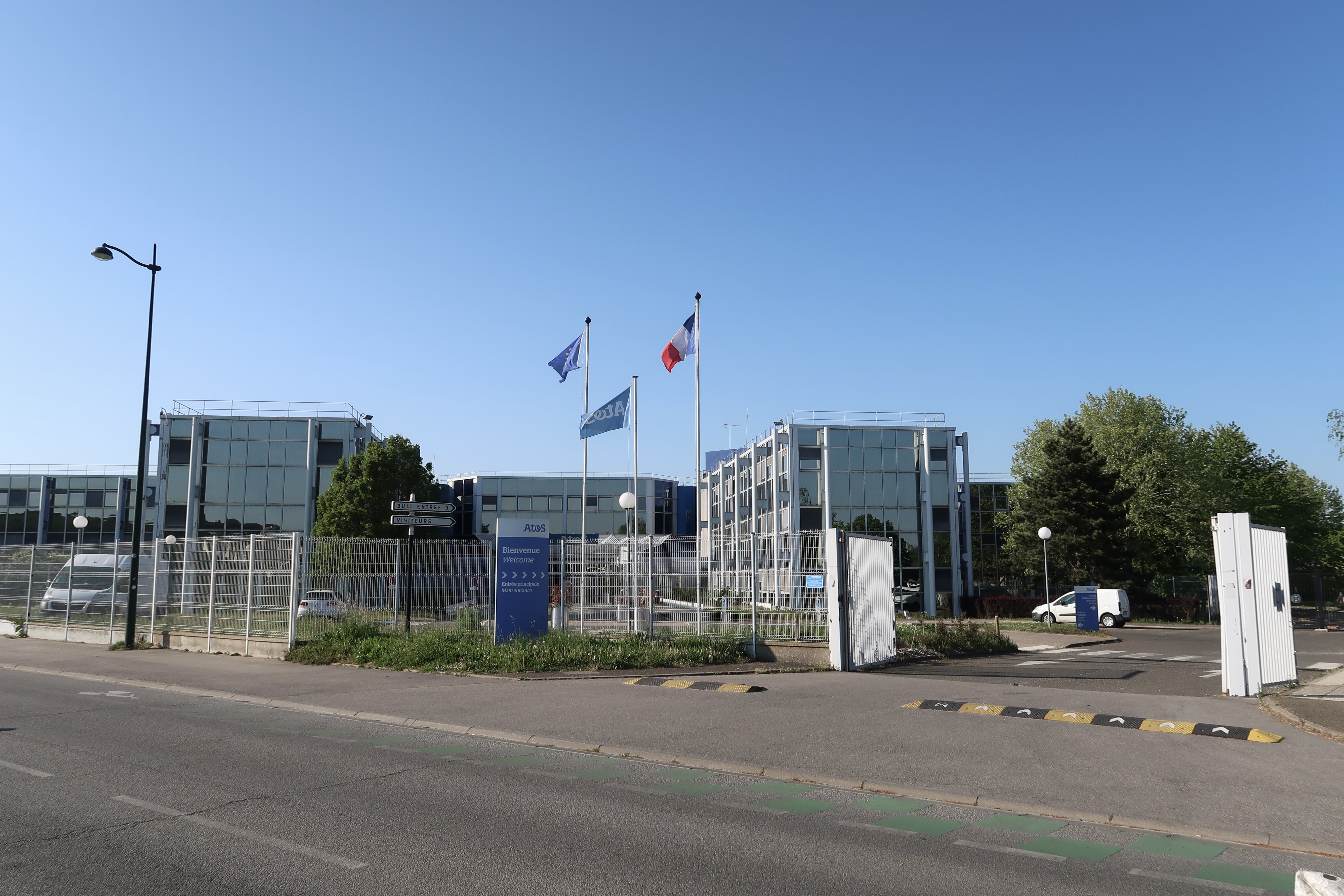
Site des Clayes-sous-Bois.

Atos est le seul fabricant européen de supercalculateurs, face aux États-Unis, à la Chine et au Japon. Son centre de recherche et développement dédié est situé sur trois sites issus de l'entreprise Bull : aux Clayes-sous-Bois, dans les Yvelines, à Échirolles, dans l'Isère, et à Bruyères-le-Châtel, dans l'Essonne. Son centre de fabrication industrielle de supercalculateurs se situe à Angers.
En septembre 2015, Atos livre au Brésil un supercalculateur de classe pétaflopique, capable de réaliser jusqu'à 1 100 téraflops, soit 1,1 million de milliards d'opérations par seconde. Baptisé en l'honneur de Santos Dumont, le système est installé au Laboratoire national de calcul scientifique (LNCC) de Petrópolis et s'applique aux domaines de la météorologie, dynamique moléculaire et dynamique des fluides. Au moment de son installation, l'ordinateur est le 146e plus puissant au monde.
En 2018, Atos finit de livrer au CEA le supercalculateur TERA-1000, capable de réaliser jusqu'à 25 pétaflops, soit 25 millions de milliards d'opérations flottantes par seconde. Le système est destiné au programme Simulation du CEA, qui consiste à reproduire par le calcul les différentes phases de fonctionnement d'une arme nucléaire. Au moment de son installation, l'ordinateur est le 14e plus puissant au monde.
En juin 2021, Atos livre le supercalculateur Belenos à Météo-France pour effectuer les prévisions météorologiques.
En novembre 2022, Atos livre le supercalculateur Leonardo, 4e mondial, au consortium universitaire CINECA (en) à Bologne,.

### Calcul quantique
En novembre 2016, Atos lance un programme de recherche, baptisé « Atos Quantum », qui vise à développer une plateforme de simulation quantique permettant aux chercheurs de tester des algorithmes destinés aux futurs ordinateurs quantiques. Le programme s'appuie, pour ses grandes orientations technologiques, sur un conseil scientifique composé notamment du prix Nobel de physique Serge Haroche, du lauréat de la Médaille Fields Cédric Villani ou du lauréat de la médaille d'or du CNRS et du prix Nobel de Physique Alain Aspect.
En novembre 2017, Atos livre son premier simulateur d’ordinateur quantique, capable de gérer jusqu'à 30 qubits en mémoire, au Laboratoire national d'Oak Ridge, qui dépend du Département de l'Énergie des États-Unis (DOE). L'année suivante, d'autres simulateurs sont livrés à des laboratoires européens, comme SURFsara aux Pays-Bas ou encore au Commissariat à l'énergie atomique et aux énergies alternatives (CEA) en France dont la machine, installée au Centre de calcul recherche et technologie (CCRT), permet à des industriels comme EDF ou Safran d'évaluer le potentiel des technologies quantiques dans leurs domaines d'activités.
En 2018, des versions de 35 Qubits de son Atos Quantum Learning Machine sont vendus au Laboratoire national d'Argonne aux États-Unis et au CEA[source insuffisante] tandis qu'une version de 41 Qubits est également présentée et commercialisée début juillet. L'année suivante, Atos livre un modèle de son simulateur quantique au Hartree Centre, laboratoire de recherche britannique.
Dans le cadre du programme « Quantum Flagship » initié par la Commission européenne, Atos est sélectionné pour porter deux projets d'informatique quantique :
- le projet « AQTION » (Advanced quantum computing with trapped ions[124]), mené à l'Université d'Innsbruck, pour développer un accélérateur quantique[117] ;
- le projet « PASQuanS » (Next generation Quantum Simulation platforms[125]), mené à l'Institut Max Planck de Munich, pour développer le prochain environnement de simulation quantique[117].

### Programmes européens
Dans le cadre du programme de recherche européen Horizon 2020, Atos participe au développement d'une plateforme technologique pour le partage et la réutilisation des données de recherche biomédicale.
Dans le cadre du programme « Quantum Flagship » lancé en octobre 2018 par la Commission européenne, Atos est retenu pour porter deux projets d'informatique quantique.
Le 11 avril 2021, il est annoncé qu'Atos et quatre autres groupes français s'allient pour développer et commercialiser des systèmes et logiciels liés à la mobilité pour les territoires, les entreprises et les particuliers (Dassault Systèmes, Renault, STMicroelectronics et Thales).

## Marques et implantation

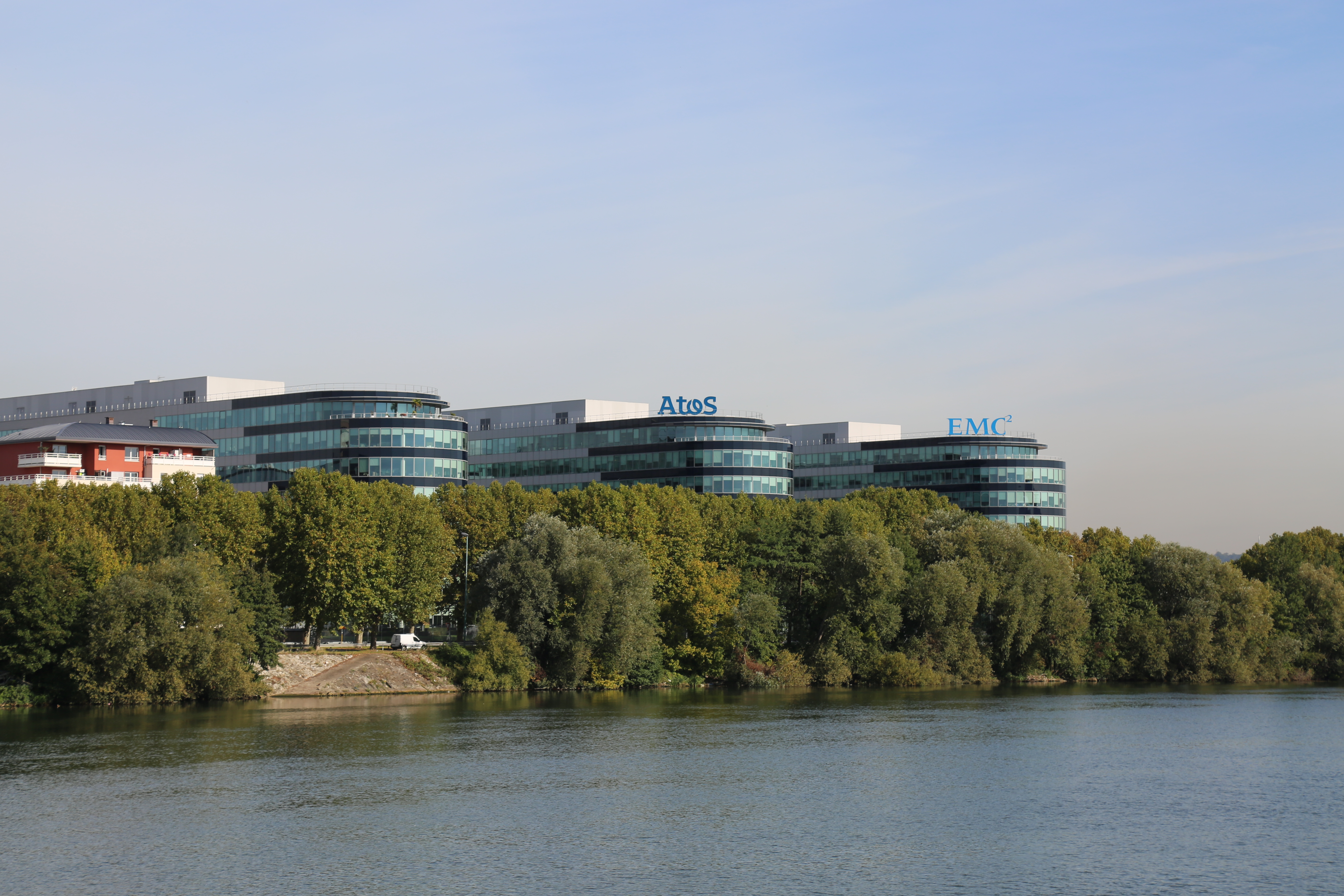
Siège social d'Atos, à Bezons (Val-d'Oise).

Le groupe exerce ses activités sous les marques Atos, Bull, Canopy, Unify et Atos Syntel.
La société emploie environ 110 000 personnes dans 73 pays, principalement aux États-Unis, en France, en Allemagne, au Royaume-Uni et en Inde.
En 2010, elle réalise 17 % de son chiffre d'affaires aux États-Unis, 17% en Allemagne, 13 % au Royaume-Uni & Irlande ainsi qu'en France, et environ 8 % au Benelux et en Scandinavie.

### Aux États-Unis
Au milieu des années 2010, Thierry Breton fait du développement de l'entreprise aux États-Unis un axe prioritaire de développement de l'entreprise.
En 2014, le rachat de la branche informatique de Xerox permet à l'entreprise de tripler sa taille aux États-Unis, qui deviennent ainsi son premier marché. Il s'agit de la première acquisition non-européenne de l'entreprise.
Ce mouvement est poursuivi par l'acquisition d'Anthelio en 2016 dans le domaine de la santé puis par celle de Syntel en juillet 2018 pour 3,4 milliards de dollars.
En mai 2018, l'entreprise remporte un contrat de 100 millions de dollars pour assurer la cybersécurité de l'État de Virginie.

### Au Royaume-Uni
Partenaire depuis 2017 du Hartree Centre, Atos livre en 2019 un modèle de son simulateur quantique au Technopôle Sci-Tech de Daresbury, situé dans le Cheshire. L'entreprise Rolls-Royce est annoncée comme l'une des organisations bénéficiant de la plate-forme de recherche afin de développer des algorithmes quantiques.
Le contrat signé par le ministère britannique du travail et des pensions avec la filiale Atos Healthcare, portant sur l'évaluation des capacités de travail de personnes touchant des prestations d'invalidité et s'élevant à plus de 100 millions de livres sterling (126 millions d’euros), fait l'objet d'une polémique substantielle. Des évaluations, réalisées par le Département du Travail et des Retraites, sont critiquées par le Parlement du Royaume-Uni, des juristes, des médias, ou des associations de défense de personnes handicapées, au motif d'avoir conclu à la capacité de travailler de personnes en phase terminale de cancer ou de personnes lourdement handicapées. Au cours du débat qui s’est ensuivi à la Chambre des communes, des parlementaires opposés au projet du Département du Travail et des Retraites avancent que 1 300 personnes sont décédées après avoir été déclarées aptes au travail par des assesseurs d’invalidité faisant l’objet d’une enquête de la part du Conseil de l’Ordre.

### En France
En février 2010, la Commission des marchés de l’ASIP Santé a retenu à l’unanimité le consortium industriel mené par les groupes Atos Origin et La Poste, et constitué des sociétés Atos Worldline, Santeos (filiale de Worldline depuis 2007, issue de la société Uni-Médecine créée en 1998), Extelia, HSC, Softway Medical Services, Evalab, pour l’attribution du marché de l’hébergement du DMP (dossier médical personnel, devenu dossier médical partagé).
À la suite d’un rapport de la Cour des comptes diffusé en 2012 critiquant les « insuffisances du pilotage et de la gouvernance de la politique publique en matière d’informatisation du système de santé » et avançant un coût de 210 M€ pour le DMP, l’ASIP Santé a publié en 2014, un mémorandum « destiné à fournir sur ce point les données exactes, documentées et vérifiées ».

### En Afrique
L'entreprise est installée au Maroc depuis 2005.
En juin 2016, au Sénégal, Atos inaugure à Dakar un Centre de services numériques pour l’Afrique de l’Ouest, employant plus de 400 ingénieurs sénégalais. Le groupe est également partenaire de la cité numérique de Diamniadio, projet de Silicon Valley s'inscrivant dans le « plan Sénégal émergent » impulsé par Macky Sall.
Après l'Afrique du Sud en 2016 et la Côte d'Ivoire en 2017, le Sénégal devient en 2019, le 3e pays sub-saharien à se doter d'un supercalculateur conçu par Atos. Avec une puissance d'un pétaflops, le supercalculateur sénégalais est la machine la plus puissante d'Afrique sub-saharienne.

## Dirigeants
En juillet 2022, à la suite du départ de Rodolphe Belmer, directeur général,la direction générale est assurée par Bertrand Meunier, président du conseil d'administration et un triumvirat composé de Nourdine Bihmane, Diane Galbe et Philippe Oliva, qui préparait la scission d'Atos,.
En octobre 2023, Atos annonce la nomination d'Yves Bernaert à sa tête. Il est alors le troisième directeur général nommé en deux ans.
En janvier 2024, il démissionne et Paul Saleh, alors directeur financier, le remplace,.
Atos nomme Philippe Salle (jusqu'alors président du groupe immobilier Emeria ex-Foncia) président du conseil d’administration à compter du 14 octobre 2024 et président-directeur général à compter du 1er février 2025, en remplacement de Jean-Pierre Mustier.

## Identité visuelle (logo)
Son ancien logo représentait un Acanthurus leucosternon.
Son nouveau logo représente le partenariat, entre Atos Origin et SIS : "A to S", "Atos to Siemens IT Solutions" (en français, "de Atos à Siemens"), d'où les lettres A et S en majuscule.

Historique des principales marques successives du groupe Atos
Logo de BSO.
Logo d'Origin.
Logo de Sligos.
Logo de Sema Group.
Dernier logo de Sema.
Logo de Schlumberger-Sema.
Logo d'Atos.
Logo d'Atos Origin.
Logo de Siemens IT Solutions and Services.
Logo d'Atos.

## Sponsoring
Depuis 1992, Atos est le partenaire numérique des Jeux olympiques. L'entreprise intègre, gère et sécurise le système informatique de chaque événement.
En 2008, l'entreprise sponsorise le judoka professionnel Teddy Riner, qui obtient un baccalauréat professionnel, section micro-informatique.
En 2012, Atos fait l'acquisition de la SSII espagnole MSL, spécialisée dans les appareils de chronométrage et de notation des sportifs, ainsi que dans les systèmes permettant d'exploiter les résultats des compétitions.
En février 2017, Atos est désigné premier sponsor officiel des Championnats sportifs européens 2018 de Glasgow, décrochant au passage un contrat de £2,5 millions pour la gestion du chronométrage, du système des scores et des résultats. Le groupe était déjà partenaire des Jeux du Commonwealth de 2014.

## Autres données
L'entreprise a versé 2,4 milliards de dividendes en actions en 2019.

### Sources
- Vincent Lamigeon et Paul Loubière, « Les plantages en série qui menacent Atos », Challenges, no 717,‎ 4 novembre 2021, p. 20 à 22 (ISSN 0751-4417).
- Mathieu Pechberty, « Atos, un actif stratégique en danger », Capital, no 362,‎ novembre 2021, p. 40 à 42 (ISSN 1162-6704).
- Boris Manenti, « Faut-il sauver le soldat Atos ? », L'Obs, no 3075,‎ 7 septembre 2023, p. 44-45 (ISSN 0029-4713).